# ده‌نو ۳
ده‌نو ۳ یک روستا در ایران است که در دهستان فتح‌آباد شهرستان بافت واقع شده‌است. ده‌نو ۳، ۵۷ نفر جمعیت دارد.